# Steve Lillywhite

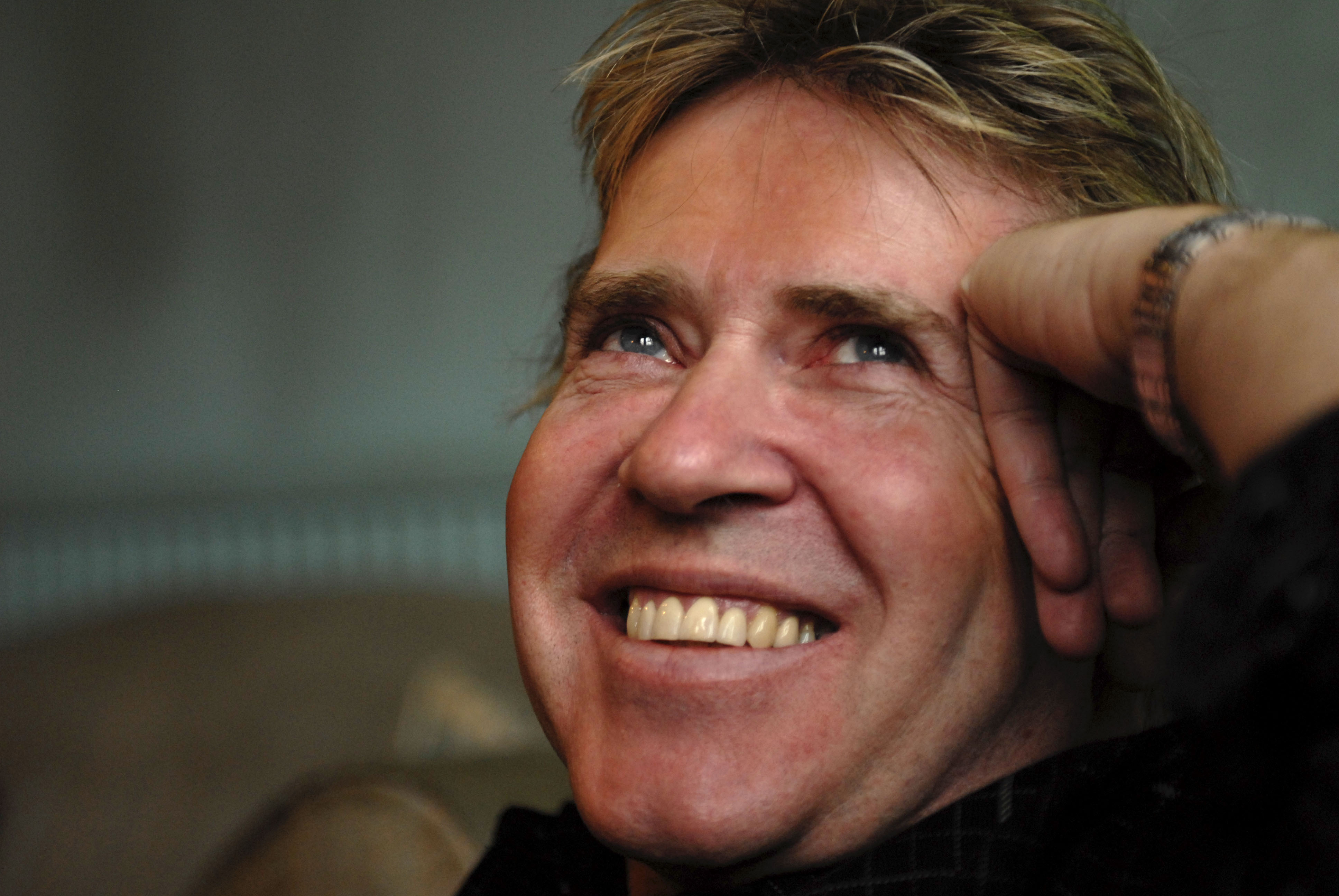
Steve Lillywhite, 2010

Stephen Alan „Steve“ Lillywhite, CBE (* 15. März 1955 in Egham, England) ist ein britischer Musikproduzent.

## Leben
Lillywhite wuchs mit zwei Geschwistern in einer musikalischen Familie in Egham in der Grafschaft Surrey auf. Als Kind lernte er Klavier, Gitarre und Bass und spielte in der Schulband. Sein jüngerer Bruder Adrian war Mitglied der britischen Punkband The Members, für die Lillywhite später produzierte.
Er begann seine Karriere 1972 als Band-Assistent (tape operator) bei Polygram in deren Studios am Stanhope Place in London. Nach ersten Arbeiten als Tontechniker für die niederländische Band Golden Earring und die britische Band Nucleus produzierte er 1976 für die damals unbekannte Band Ultravox Demoaufnahmen, die dazu führten, dass Ultravox einen Schallplattenvertrag mit Island Records erhielt. Lillywhite produzierte das Debütalbum von Ultravox zusammen mit Brian Eno und wurde bald darauf von Island Artists als Produzent eingestellt, für die er viele Bands in den 1980er-Jahren produzierte. Sein erster Single-Hit gelang ihm mit der Produktion von Hong Kong Gardens für Siouxsie and the Banshees im Jahr 1978. Lillywhite ist seitdem freiberuflicher Musikproduzent. Seine Produktion für The Members brachte ihn in Kontakt mit Virgin Records, bei denen auch XTC unter Vertrag standen, für die er die Alben White Music (1978), Drums & Wires (1979) und Black Sea (1980) produzierte. Für Peter Gabriel produzierte er dessen drittes Soloalbum (III oder Melt, 1980) mit Hugh Padgham als Tontechniker, das mit seinem Schlagzeugsound für die 1980er prägend wurde.
1980 produzierte Lillywhite mit Boy das Debütalbum der damals noch unbekannten irischen Band U2, für die er auch die Folge-Alben October (1981) und War (1983) produzierte. 1982 ließ das Label Chrysalis Records die aufwendig produzierte Debüt-LP der britischen Band King Trigger in der Versenkung verschwinden. Mit Produktionen für The Psychedelic Furs (The Psychedelic Furs, 1980 und Talk, Talk, Talk. 1981), Big Country (The Crossing, 1983 und Steeltown, 1984) sowie die Simple Minds (Sparkle in the Rain, 1984) festigte er seinen Sound und erwarb sich eine Reputation als Musikproduzent von New-Wave-Bands. Als 1985 die Rolling Stones einen neuen Schallplattenvertrag mit CBS abschlossen, ließen sie das Album Dirty Work von Lillywhite produzieren.
Nach den 1980er Jahren produzierte Lillywhite die Multi-Platin-Alben Under the Table and Dreaming, Crash und Before These Crowded Streets von der Dave Matthews Band. Er produzierte weiterhin Morrissey und co-produzierte Songs aus U2’s Achtung Baby, All That You Can’t Leave Behind, How to Dismantle an Atomic Bomb, No Line on the Horizon und Songs of Experience.
Lillywhite war von 1984 bis 1994 mit der 2000 verstorbenen Songschreiberin und Sängerin Kirsty MacColl verheiratet, mit der er zwei Kinder hat.

## Auszeichnungen
Lillywhite wurde mit fünf Grammy Awards ausgezeichnet:
- 2000 in der Kategorie Record of the Year für Beautiful Day von U2
- 2001 in der Kategorie Record of the Year für Walk on von U2
- 2005 in der Kategorie Producer Of The Year, Non-Classical
- 2005 in der Kategorie Best Rock Album für How to Dismantle an Atomic Bomb von U2
- 2005 in der Kategorie Album of the Year für How to Dismantle an Atomic Bomb von U2

Am Neujahrstag 2012 wurde Lillywhite für seine Verdienste um die Musik als Commander des Order of the British Empire (CBE) ausgezeichnet.

## Diskografie
Unvollständige Liste, angeordnet nach Jahrzehnt und dort in jeweils alphabetischer Reihenfolge

### 1970er
- Eddie & the Hot Rods: Life on the Line (Island Records 1977)
- Leyton Buzzards: Jellied Eels to Record Deals (Chrysalis Records 1979)
- Members: At the Chelsea Night Club (Virgin Records 1979)
- Penetration: Coming up for Air (Virgin Records, 1979)
- Siouxsie and the Banshees: The Scream (Polydor 1978)
- Steel Pulse: Handsworth Revolution (Island Records 1978)
- Snips: Video King (Jet Records 1978)
- Johnny Thunders: So Alone (Real Records, Ariola 1978)
- Ultravox: Ultravox!, Ha!-Ha!-Ha! (beide Island Records 1977, jeweils als Koproduzent)
- XTC: White Music (Virgin Records 1978), Drums and Wires (Virgin Records 1979)

### 1980er
- Joan Armatrading: Walk Under Ladders (A&M Records 1981)
- Big Country: The Crossing (Mercury Records 1983), Steeltown (Mercury Records 1984)
- Brains: Brains (Mercury Records 1981)
- David Byrne: Rei Momo (Warner Bros. Records 1988)
- Climie Fisher: einige Lieder auf Everything (Capitol Records 1988)
- Marshall Crenshaw: Field Day (Warner Bros. Records 1983)
- Crossfire Choir: Crossfire Choir (Passport 1986)
- Frida: Shine (Epic Records 1984)
- Bruce Foxton: Touch Sensitive (Arista Records 1984)
- Peter Gabriel: Peter Gabriel (III or Melt, Virgin Records 1980)
- King Trigger: Screaming (1982, nur als MP3 Album veröffentlicht)
- Kirsty MacColl: Kite (Virgin Records 1989),
- The Pogues: If I Should Fall From Grace with God (Island Records 1988), Peace and Love (Island Records 1989)
- The Pretenders: Get Close (Real Records, WEA Records 1986)
- The Psychedelic Furs: The Psychadelic Furs (CBS Records 1980), Talk Talk Talk (CBS Records 1981)
- The Rolling Stones: Dirty Work (CBS Records 1986)
- Sector 27: Sector 27 (Fontana 1980)
- Simple Minds: Sparkle in the Rain (Virgin Records 1984)
- The Smiths: The World Won’t Listen (Rough Trade 1986, Kompilation, Mix des Titels Ask)
- Talking Heads: Naked (EMI Records 1988)
- Thompson Twins:  Set (Hansa 1982) in den USA als In the Name of Love (Arista Records 1982), Big Trash (Warner Bros. Records 1989)
- Toyah: The Changeling (Safari Records 1982)
- U2: Boy (Island Records 1980), October (Island Records 1981), War, Under a Blood Red Sky (beide Island Records 1983), einige Lieder auf The Joshua Tree (Island Records 1987)
- XTC: Black Sea (Virgin Records 1980)

### 1990er
- Dave Matthews Band: Under The Table and Dreaming (RCA 1994), Crash (RCA 1996), Before These Crowded Streets(RCA 1998)

The Lillywhite Sessions waren unveröffentlichte Aufnahmen, die für das im Jahr 2000 geplante Album bestimmt waren. Später wurden neun der elf Lieder mit dem Produzenten Stephen Harris erneut aufgenommen und 2002 auf dem Album Busted Stuff veröffentlicht.
- Guster: Lost and Gone Forever (Sire Records 1999)
- The La’s: The La's (Go! Discs, London Records 1990)
- Kirsty MacColl: Electric Landlady (Virgin Records 1991), Galore (Kompilation, Virgin Records 1995)
- Morrissey: Vauxhall and I (Reprise Records 1994), Southpaw Grammar (Reprise Records 1995), Maladjusted (Mercury Records 1997)
- Phish: Billy Breathes (Elektra Records 1996)
- Travis: Good Feeling (Independiente 1997)
- U2: Achtung Baby (Island Records 1991)
- World Party: Bang! (Chrysalis Records 1993)

### 2000er
- 30 Seconds to Mars: This Is War (EMI Music 2009) (zusammen mit Flood)
- Blue October: Approaching Normal (Universal Records 2009)
- Chris Cornell: Carry On (Suretone, Interscope Records 2007)
- Counting Crows: Hard Candy (Geffen Records 2002, mit Ethan Johns)
- Crowded House: einige Lieder auf Time On Earth (Parlophone 2007)
- Darius Danesh: Drive In (Mercury Records, 2002)
- Matchbox 20: Exile on Mainstream (2Atlantic Records 2007)
- Jason Mraz: Mr. A-Z (Atlantic Records 2005)
- Rearview Mirror: All Lights Off (Palm Pictures 2002)
- U2: All That You Can’t Leave Behind (Island Records 2000), How to Dismantle an Atomic Bomb (Island Records 2004), No Line on the Horizon (Island Records 2009, zusammen mit Brian Eno und Daniel Lanois)

### Seit 2010
- Beady Eye: Different Gear, Still Speeding (Beady Eye Records 2011)
- Dave Matthews Band: Away From The World (RCA 2012)
- The Killers: Battle Born (Island Records 2012, mit mehreren anderen Produzenten)
- Luna Sea: Cross (Universal Music 2019)